# Junkers Ju 87
O Junkers Ju 87, popularmente conhecido como Stuka (do alemão Sturzkampfflugzeug, bombardeiro de mergulho, pronunciando-se: "Xstuca"), foi um bombardeiro utilizado pela força aérea alemã (Luftwaffe) e pela Regia Aeronautica Italiana durante a Segunda Guerra Mundial.

## Batismo de fogo
A Alemanha utilizou o "Stuka" pela primeira vez na Guerra Civil Espanhola tripulados por pilotos voluntários da Legião Condor, em testes de bombardeios aéreos, utilizando bombas de 500 kg (este caça foi projetado para carregar bombas de 250 kg) , em vilarejos como Benassal, Albocàsser, Vilar de Canes, e Ares del Maestre. Posteriormente, na invasão da Polónia (1939), contra alvos fixos, como as bases da Força Aérea Polaca. Além disso, a aeronave foi também utilizada para apoiar o avanço alemão, na função de apoio aéreo aproximado, e combater as tentativas polacas de resistência no sul do país.
Conseguia carregar grande carga de bombas para seu tamanho pequeno, porém mantendo formas agressivas que eram muito temidas pelos aliados. Em algumas versões, o Stuka era ainda acrescido de uma sirene de mergulho instalada na parte superior do trem de pouso, chamada "Trombeta de Jericó", cujo único propósito era aterrorizar quem quer que estivesse no caminho de suas bombas, tornando o som de seus ataques bastante distinto.
|                        |                               |                            |                                                |
| Junkers Ju 87B-2 Stuka | Restos da sirene de um Stuka. | Vídeo com o som da sirene. | Descrição do procedimento de mergulho do Stuka |

### Vitórias
O "Stuka" foi também utilizado contra navios na Operação Weserübung (invasão da Dinamarca e da Noruega), e contra a França, na Batalha da França em 1940.
As posições fixas das defesas francesas na região de Sedan, foram alvos fáceis para os "Stuka", embora a incapacidade dos comandantes franceses, demonstrada pela sua recusa em chamar os caças para atacar os "Stukas" tivesse ajudado os alemães.
|                       |                         |                                      |
| Stuka sobre Varsóvia. | Stuka Ju 87B (c. 1940). | Stuka da Regia Aeronautica Italiana. |

## Dificuldades
O "Stuka" no entanto, não foi muito útil contra as unidades de veículos blindados franceses, porque os tanques, em movimento, revelaram-se alvos difíceis de atingir.
Após o lançamento das bombas, a força G gerada durante a recuperação do mergulho podia causar a perda de consciência do piloto por alguns segundos.

### Primeiras derrotas
As limitações do projeto do Ju-87 "Stuka" começaram a evidenciar-se apenas quando, em 1940, começou a Batalha da Inglaterra. 336 "Stukas" foram preparados para a missão, inicialmente designados para operações de ataque à navegação no Canal da Mancha. Quando os ingleses passaram a navegar apenas de noite, a utilidade do "Stuka" mostrou-se muito reduzida, pelo que os alemães passaram a utilizar esta aeronave apenas para atacar as bases inglesas como haviam feito na Polónia e na França.
Mas sobre os céus de Inglaterra, a ideia de avião que aterrorizava perdeu efeito. Os radares avisavam os ingleses da chegada de formações de aviões alemães e os "Stukas" tinham que enfrentar os caças britânicos no ar, função para a qual não estavam preparados.
Pensado para atuar em céus dominados pela Luftwaffe, o "Stuka" era muitas vezes completamente varrido dos céus. Em Setembro, num só dia os alemães perderam trinta aparelhos sobre os céus da Inglaterra. A partir daí, o "Stuka" foi pura e simplesmente retirado da operação, limitando-se a pequenas operações no canal da Mancha.
|                                             | |                                                                    |                                                                            |
| Um Stuka bombardeando Stalingrado, em 1942. | Stuka Ju 87G fotografado em 1942 na URSS. Sob suas asas estão instalados canhões de 3,7cm Flak 18 Kanonenvogel. | Três Ju 87D's alemães sobrevoando a Iugoslávia em outubro de 1943. | Stuka 87 D-5, no aeroporto de Immola na Finlândia, em 28 de junho de 1944. |

### Frente oriental
Os alemães utilizaram  o "Stuka" também na  invasão da União Soviética (Operação Barbarossa), mas a enorme dimensão do país, tornou a ação de grupos pequenos de "Stuka", pouco relevante perante a enormidade das operações em terra e quando começou o inverno Russo, os "Stukas" tornaram-se completamente inúteis, porque os seus motores não conseguiam sequer funcionar (fato ocorrido também com os tanques Panzer).
Devido à sua baixa velocidade e às características do combate aéreo na frente oriental, o "Stuka" foi gradualmente substituído em suas funções pelo Focke-Wulf Fw 190 na versão F (caça-bombardeiro), pois este além de mais rápido, podia carregar carga de bombas equivalente, com a vantagem de se tornar um caça após o ataque. O "Stuka" continuou sendo utilizado na versão G. Dotado de dois canhões de 37mm Bk 37, o modelo G ganhou fama no papel de destruidor de tanques. O mais conhecido piloto desta aeronave foi Hans-Ulrich Rudel, especialista em missões de ataque ao solo e o mais condecorado piloto da Luftwaffe na 2ª Guerra Mundial.
|                                                 |                                |                                                                                     |                              |
| Um Junkers alemão Ju 87B Stuka lançando bombas. | Selo postal soviético de 1960. | Réplica do Junkers Ju 87 Stuka no Museu Central da Força Aérea em Monino na Rússia. | 3 Junkers Ju87A em formação. |

## Usuários
| - Alemanha Nazista - Luftwaffe - Estado independente da Croácia - EUA - A USAF operou um na Tunísia em 1943, por curto período, antes de ele se acidentar. - Império do Japão - Reino da Bulgária - Reino da Hungria | - Reino de Itália - Reino da Romênia - Reino Unido - Durante e após a guerra, a RAF testou vários aviões capturados. - República da Eslováquia - República Socialista Federativa da Iugoslávia - Tchecoslováquia - No pós-guerra, operou aviões capturados. |

## Variantes
- Ju 87 A, protótipos V1, V2, V3, V4, V5. versões de produção: A0, A1, A2.
- Ju 87 B, protótipos V6, V7, V8, V9, V15, V16, (V17 e V18 não produzidos).
- Ju 87 C, protótipos V10, V11. A versão C, foi planejada para aviação naval operando a partir do porta-aviões Graf Zeppelin como torpedeiro e bombardeiro de mergulho. Já que o projeto deste porta-aviões foi cancelado, os poucos fabricados, foram convertidos para a versão B de ataque ao solo.[5]
- Ju 87 D, protótipos V21, V22, V23, V24, V25, V30, V26-28, V31, V42-47.
- Ju 87 G

## Exemplares sobreviventes

### Intactos
|                                      |                                      |
| Museum of Science and Industry (EUA) | Royal Air Force Museum (Reino Unido) |

### Outros
- Em Outubro de 2006, um Ju 87 D3 foi recuperado do fundo do mar próximo a Rodes.
- Um Junkers Ju 87 B2 está em processo de restauração no Museu de Aviação de Belgrado (Sérvia).

|                                     |                                                            |
| Deutsches Technikmuseum (Alemanha). | Museu do Automóvel e da Tecnologia de Sinsheim (Alemanha). |

## Sucessor
A aeronave que sucederia o Ju-87 Stuka seria o Henschel Hs 132